# Acacia adnata
Acacia adnata é uma espécie de leguminosa do gênero Acacia, pertencente à família Fabaceae.